# Darachiw
Darachiw (ukrainisch Дарахів; russisch Дарахов Darachow, polnisch Darachów) ist ein Dorf im Zentrum der ukrainischen Oblast Ternopil mit etwa 2100 Einwohnern (2001).

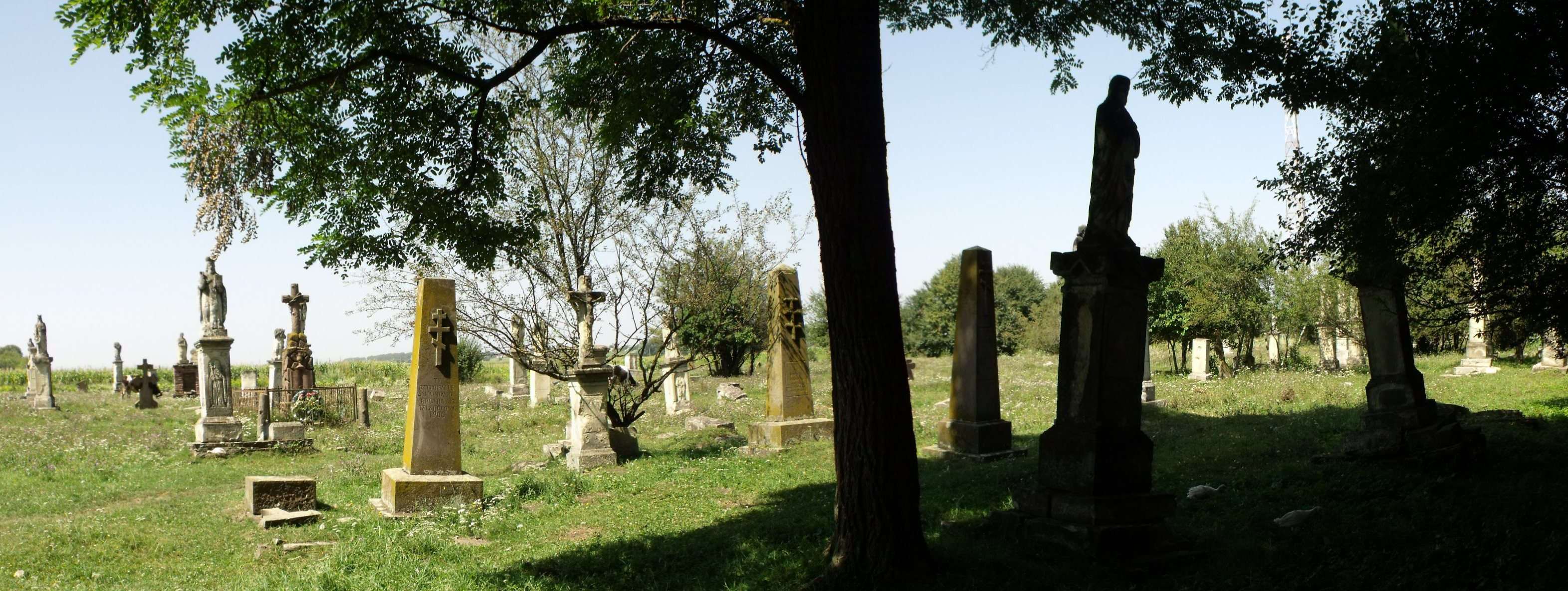
Alter Friedhof im Dorf

Das erstmals 1564 schriftlich erwähnte Dorf liegt auf einer Höhe von 310 m am Ufer der Brussynez (Брусинець), einem 17 km langen, rechten Nebenfluss des Seret, 13 km westlich vom ehemaligen Rajonzentrum Terebowlja und 38 km südlich vom Oblastzentrum Ternopil.
Durch das Dorf verläuft die Fernstraße N 18, die nördlich vom Dorf von der Territorialstraße T–09–08 gekreuzt wird.
Am 12. Juni 2020 wurde das Dorf ein Teil der Siedlungsgemeinde Mykulynzi im Rajon Terebowlja, bis dahin bildete es zusammen mit den Dörfern Kamjanka (Кам'янка) und Tjutkiw (Тютьків) die Landsratsgemeinde Darachiw (Дарахівська сільська рада/Darachiwska silska rada) im Zentrum des Rajons Terebowlja.
Am 17. Juli 2020 wurde der Ort Teil des Rajons Ternopil.